# Дюпон, Жозеф
Жозеф Дюпон (фр. Joseph Dupont; 3 января 1838, Энсиваль, ныне в составе Вервье — 21 декабря 1899, Брюссель) — бельгийский дирижёр, скрипач, композитор и музыкальный педагог. Брат композитора Огюста Дюпона.

## Биография
Учился в Льежской и Брюссельской консерваториях. В 1863 году удостоен Римской премии за кантату «Поль и Виржиния». В 1867—1870 годах работал в Варшавской опере, в сезоне 1870—1871 годов — в оперном театре в Москве. В 1872 году вернулся в Бельгию, преподавал в Брюссельской консерватории (среди его учеников, в частности, Адольф Биарент), руководил оркестром оперного театра Ла Монне, а в 1886—1889 годах вместе с певцом Александром Лаписсида был директором театра. Одновременно с 1873 года (сменив на этом посту Анри Вьётана) руководил оркестром Народных концертов; по приглашению Дюпона этим оркестром в 1896 году дирижировал в Брюсселе Рихард Штраус. Внёс заметный вклад в популяризацию русской музыки в Бельгии, дирижировал премьерой симфонии Поля Жильсона «Море» (1892).